# Hindustánština
Hindustánština (hindsky हिन्दुस्तानी, urdsky ہندوستانی, hindustání), nazývána historicky také hindaví, je základem dvou nynějších jazyků, a to hindštiny a urdštiny. Patří k indoíránským jazykům, podobně jako např. paňdžábština či romština. Objevila se v severní Indii zhruba v 7. století. Říká se jí též kharí bólí po turecko-perských dobyvatelích Indie, kterým se říkalo Kharoboli. Vznikla jako kontaktní jazyk mezi dvěma populacemi, proto obsahuje velké množství perských, arabských a tureckých slov. V době, kdy byla Indie pod britskou vládou, byl jazyk značně ovlivňován angličtinou, což vedlo k dnešní podobě hindštiny i hindustánštiny.
Hindustánština je nespisovná forma jazyka, kterému rozumějí jak v dnešní Indii, tak i v Pákistánu. Spisovnou formou hindustánštiny je hindština používaná v Indii. Nejvíce se používá v severní a střední Indii a řadí se k nejrozšířenějším jazykům na světě po čínštině a angličtině. Mluvnice hindustánštiny je mnohem jednodušší než mluvnice některých starších jazyků, například sanskrtu.
Hindustánština se záměrně používá v bollywoodských filmech, aby filmům rozuměli v Indii i v Pákistánu.